# Weidongzhen (ort i Kina, Shaanxi, lat 34,12, long 109,97)
Weidongzhen (kinesiska: 卫东镇) är en ort i Kina. Den ligger i provinsen Shaanxi, i den nordvästra delen av landet, omkring 100 kilometer öster om provinshuvudstaden Xi'an. Antalet invånare är 12 011. Befolkningen består av 5 325 kvinnor och 6 686 män. Barn under 15 år utgör 14,0 %, vuxna 15-64 år 79 %, och äldre över 65 år 5,0 %.
Runt Weidongzhen är det ganska tätbefolkat, med 172 invånare per kvadratkilometer. Weidongzhen är det största samhället i trakten. Trakten runt Weidongzhen består till största delen av jordbruksmark.
Genomsnittlig årsnederbörd är 755 millimeter. Den regnigaste månaden är juli, med i genomsnitt 150 mm nederbörd, och den torraste är december, med 3 mm nederbörd.